# اختطاف تشيبوك
في 14-15 أبريل 2014، قامت جماعة بوكو حرام الناشطة في شمال نيجيريا باختطاف 276 طالبة من مدرسة ثانوية حكومية في بلدة تشيبوك بولاية برنو. استقطب هذا الحادث اهتمامًا ملحوظًا على الصعيد الدولي، إذ عرضت عدة دول مساعدة الحكومة النيجرية في البحث عن المختطفات، وبالفعل شاركت وحدات أمريكية في البحث؛ كما انطلقت حملة على شبكات التواصل الاجتماعي تطالب بتحريرهن. في 6 مايو، اختطفت 8 فتيات أخريات من قرية وارابا شمال شرق نيجيريا.وأعلنت جماعة بوكو حرام - وهي منظمة إرهابية متطرفة تقع في شمال شرق نيجيريا- مسؤوليتها عن عمليات الاختطاف. نجحت 57 من طالبات المدارس في الفرار خلال الأشهر القليلة التالية للحادثة، ووصف البعض احتجازهم في المؤتمرات الدولية لحقوق الإنسان. وأفاد مكتب الرئيس النيجيري أنه تم أيضا إطلاق سراح طفل لأحدى الفتيات ويقدر موظفين طبيين عمره بحوالي 20 شهرا. 
منذ ذلك الحين، أثيرت الآمال في مناسبات مختلفة أنه قد يتم إطلاق سراح الفتيات المتبقيات البالغ عددهن 219.  أشارت تقارير صحفية إلى أن بوكو حرام كانت تأمل في استخدام الفتيات كرهان للتفاوض في مقابل بعض قوادها في السجن.
تم العثور على واحدة من الفتيات المفقودات في مايو 2016، وتدعي أمينة علي. وادعت أن البنات المتبقيات لا يزالون هناك، لكن ستة منهم ماتوا.  تم إطلاق سراح 21 فتاة أخرى في أكتوبر 2016، بينما تم إنقاذ أخرى في الشهر التالي.  تم العثور على أخرى في يناير 2017. تم إطلاق سراح 82 فتاة في مايو 2017.  وتم إنقاذ واحدة من الفتيات في يناير عام 2018.

## الاختطاف
في ليلة 14-15 أبريل 2014، هاجمت مجموعة مسلحة المدرسة الثانوية الحكومية للبنات في تشيبوك، نيجيريا. اقتحم المسلحون المدرسة وأطلقوا النار على الحرس. أُخذ عدد كبير من الطالبات في شاحنات، يحتمل أنها اتجهت إلى غابة سامبسيا. خلال العملية، أٌحرقت عدة منازل في تشيبوك أيضًا. كانت المدرسة مغلقة لأربعة أسابيع قبل الهجوم بسبب الوضع الأمني المتردي، إلا أنها فُتحت لتؤدي الطالبات من مدارس متعددة اختبارهم النهائي في الفيزياء. ويذكر أن القرار كان قد صدر بإغلاق كل المدارس الثانوية في برنو منذ منتصف مارس بسبب هجمات بوكو حرام.
كان 530 هو عدد الطالبات المسجلات من قرى عدة لتأدية اختبارات الشهادة الثانوية، إلا أن عدد الطالبات اللائي كن حاضرات وقت الهجوم غير معروف على وجه التحديد. كانت الطالبات بين 16 و18 عامًا وكانوا في آخر سنواتهم المدرسية. قالت تقارير أولية أن عدد الطالبات المختطفات هو 85. في عطلة نهاية الأسبوع 19-20 أبريل، أصدر الجيش بيانًا قال أن أكثر من 100 من بين 129 طالبة قد جرى تحريرهن. إلا أن البيان قد سُحب، وفي 21 أبريل، قال الأهالي أن 234 طالبة مفقودة. عدد من الطالبات تمكن من الهروب على مجموعتين. ووفقًا للشرطة، فإن 276 طالبة قد جرى اختطافهن في الهجوم، من بينهن 53 طالبة تمكنت من الهرب حتى 2 مايو.
وفقًا لمنظمة العفو الدولية، كان الجيش النيجيري على علم مسبق بالهجوم، وجاء في بيان للمنظمة أنها حصلت علي شهادات تفيد بأن مقر الجيش في مايدوغوري أُعلم باحتمال الهجوم قبل وقوعه بأربع ساعات. ولم يمض وقت إلا وكان الجيش النيجيري قد نفى ذلك الاتهام.

## ما بعد الاختطاف
ظهر في 12 مايو مقطع فيديو لقائد بوكو حرام يعرض فيه إعادة التلميذات المختطفات في مقابل الإفراج عن عناصر الحركة المسجونين لدى الحكومة النيجيرية، في المقطع ظهرت حوالي 130 فتاة يقرأون الفاتحة، وذُكر في المقطع أيضًا أنهن اعتنقن الإسلام. أعلن وزير الداخلية النيجيري رفض عرض الجماعة.
في 22 مايو نظم معلمو المدارس النيجيرية مظاهرات في أنحاء البلاد مطالبين بعودة الفتيات وبناء أسوار حول المدارس المكشوفة. في 27 مايو، أعلن رئيس أركان الجيش النجيري أن الجيش تمكن من تحديد موقع الفتيات، لكنه لا يستطيع الكشف عنه، متحدثًا لمحتجين جاءوا للتظاهر أمام المقر الدائم للدفاع، قال رئيس الأركان «إننا نعمل. سنعيد الفتيات». في 28 مايو، أُعلن عن فرار 4 فتيات من المختطفات.

## المساعدات الدولية وجهود الأمم المتحدة
قدمت المملكة المتحدة فريقًا من الخبراء مختارين من وزارة الدفاع ووكالة التنمية الدولية التابعة لوزارة الخارجية ومؤسسات أخرى. كما أرسلت الولايات المتحدة فريقًا من العسكريين ورجال الشرطة وخبراء التفاوض على الرهائن.
تحدث الموفد الخاص للأمم المتحدة لشؤون التربية، غوردن براون، عن مشروع لتعزيز أمن المدارس النيجيرية، بتحديد المدارس الأكثر عرضة للخطر، وإشراك المجتمعات المحلية والأطفال أنفسهم؛ لمنع تكرار الهجمات المشابهة.
أبدى الرئيس الفرنسي فرانسوا أولاند استعداد بلاده لاستضافة اجتماع أمني للدول الأفريقية حول بوكو حرام.
صرح رئيس مجلس الدولة الصيني لي كه تشيانغ بأن الصين ستشارك نيجيريا أي معلومات مفيدة عليها تأتي بها الأقمار الصناعية ووكالات الاستخبارات.

## وصلات خارجية
- هل يمكن العثور على الفتيات المختطفات في نيجيريا؟ بي بي سي العربية.